# Урал (Янаульський район)
Ура́л (рос. Урал, башк. Урал) — присілок (у минулому селище) у складі Янаульського району Башкортостану, Росія. Входить до складу Ямадинської сільської ради.
Населення — 73 особи (2010; 83 у 2002).
Національний склад:
- башкири — 96 %